# Gewerkschaftsblock

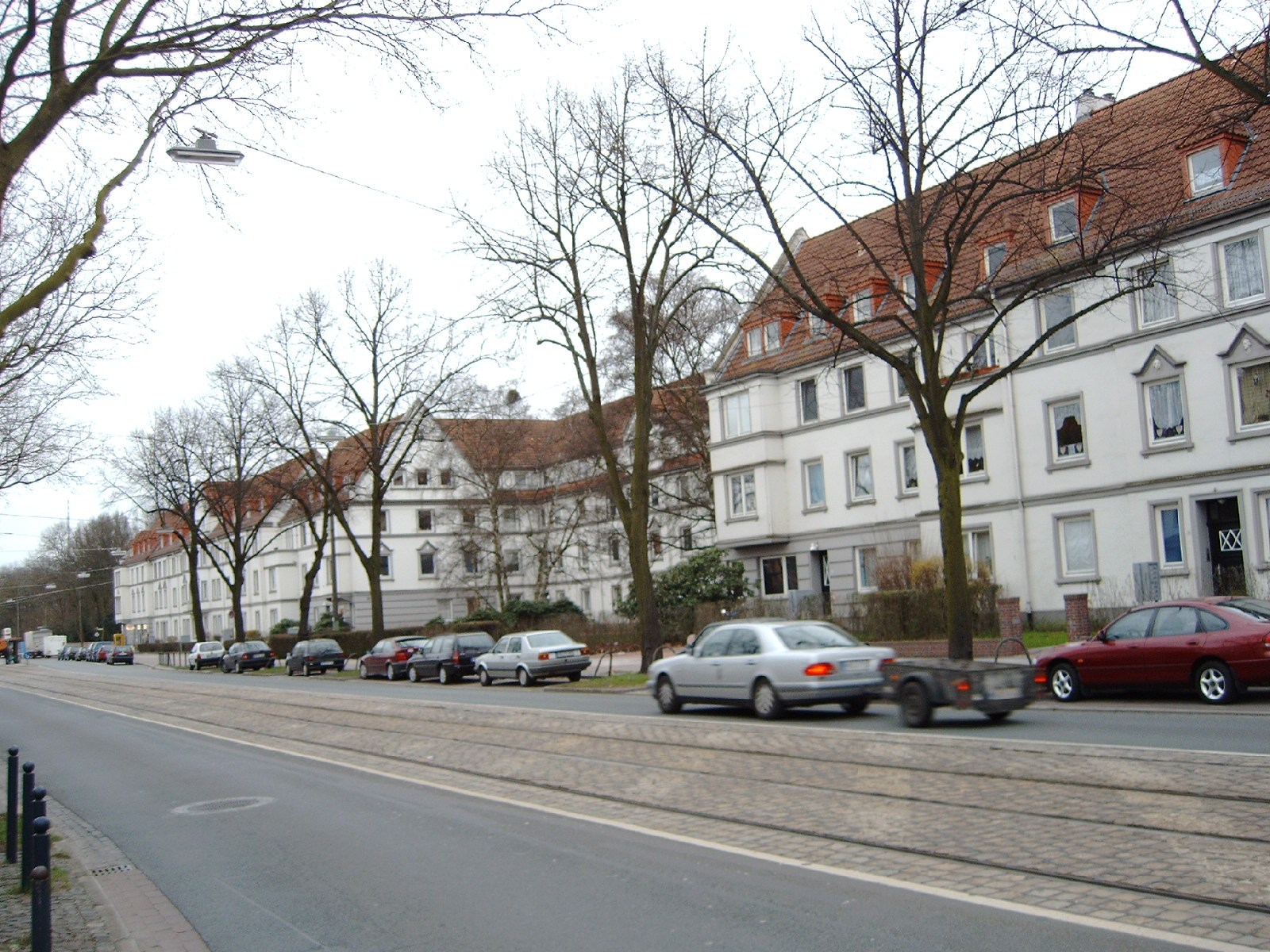
Straßenfront, Gröpelinger Heerstraße

Der Gewerkschaftsblock in Gröpelingen, auch Roter Block genannt, befindet sich in Bremen, Stadtteil Gröpelingen, Ortsteil Lindenhof, eingerahmt von der Gröpelinger Heerstraße, der Grasberger Straße, der Altenescher Straße sowie dem Pastorenweg. Die Werschenreger Straße ragt außerdem in den Komplex hinein. Unmittelbar hinter der Altenescher Straße beginnt der Waller Friedhof.
Der Bau, entworfen von den Architekten Johannes Willy Berner und Georg Schikore, entstand zwischen 1923 und 1929 in zwei Bauabschnitten für die heutige Gewoba. Seit 2020 steht der Komplex unter Bremer Denkmalschutz.

## Geschichte

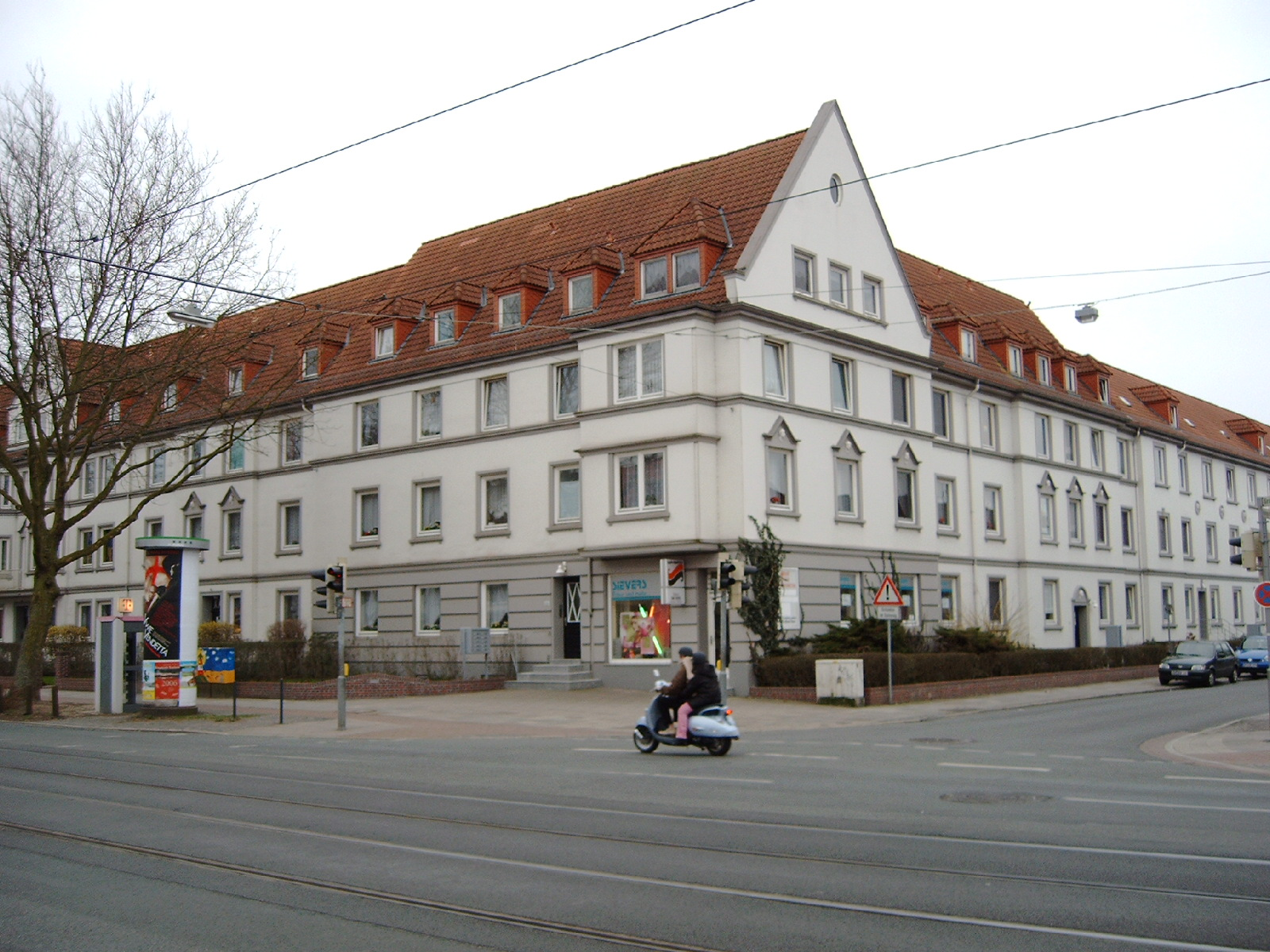
Gröpelinger Heerstraße, Ecke Grasberger Straße

Zunächst entstand in den Jahren 1923 und 1924 am Pastorenweg 67–73 eine Wohnanlage der Beamtenbau-Gesellschaft Bremen GmbH, die später in den Gesamtkomplex integriert wurde. Dieser Wohnnblock wurde von Georg Schikore entworfen. Der Bau fügt sich heute durch eine einheitliche Farbgebung harmonisch in die später entstandenen Blöcke ein.
Der weitere Bau an der Gröpelinger Heerstaße, der Altenescher Straße sowie dem Pastorenweg 81–85 wurde Anfang der 1920er Jahre geplant und von 1924 bis 1929 errichtet, als große Wohnungsnot herrschte. Denn zwischen 1875 und 1917 hatte sich Bremens Bevölkerung mehr als verdoppelt, wobei die Bevölkerung besonders stark im Bremer Westen mit seinen zahlreichen Hafen- und Industriebetrieben angestiegen ist. Der Gewerkschaftsblock sollte zeitgemäßen, bezahlbaren Wohnraum für hunderte Arbeiter und deren Familien schaffen. Doch den Initiatoren des Komplexes ging es nicht nur um Quantität, sondern auch um Wohnqualität im Sinne eines gesunden, hygienischen Wohnumfeldes. So hatte jede Wohnung eigene sanitäre Anlagen, komplettiert durch gemeinschaftliche Waschküchen in den Kellerräumen. Außerdem wurde mit dem großen Innenhof versucht einen gut belüfteten und hellen Aufenthaltsort zu schaffen.
In Bremen, wo traditionell das Bremer Haus anstelle von Mietskasernen dominierte, stellte der Gewerkschaftsblock ein Novum dar. So wurde der Komplex von den späteren Bewohnern kritisch beäugt, die lieber in einem Einfamilienhaus wohnen wollten.

## Architektur

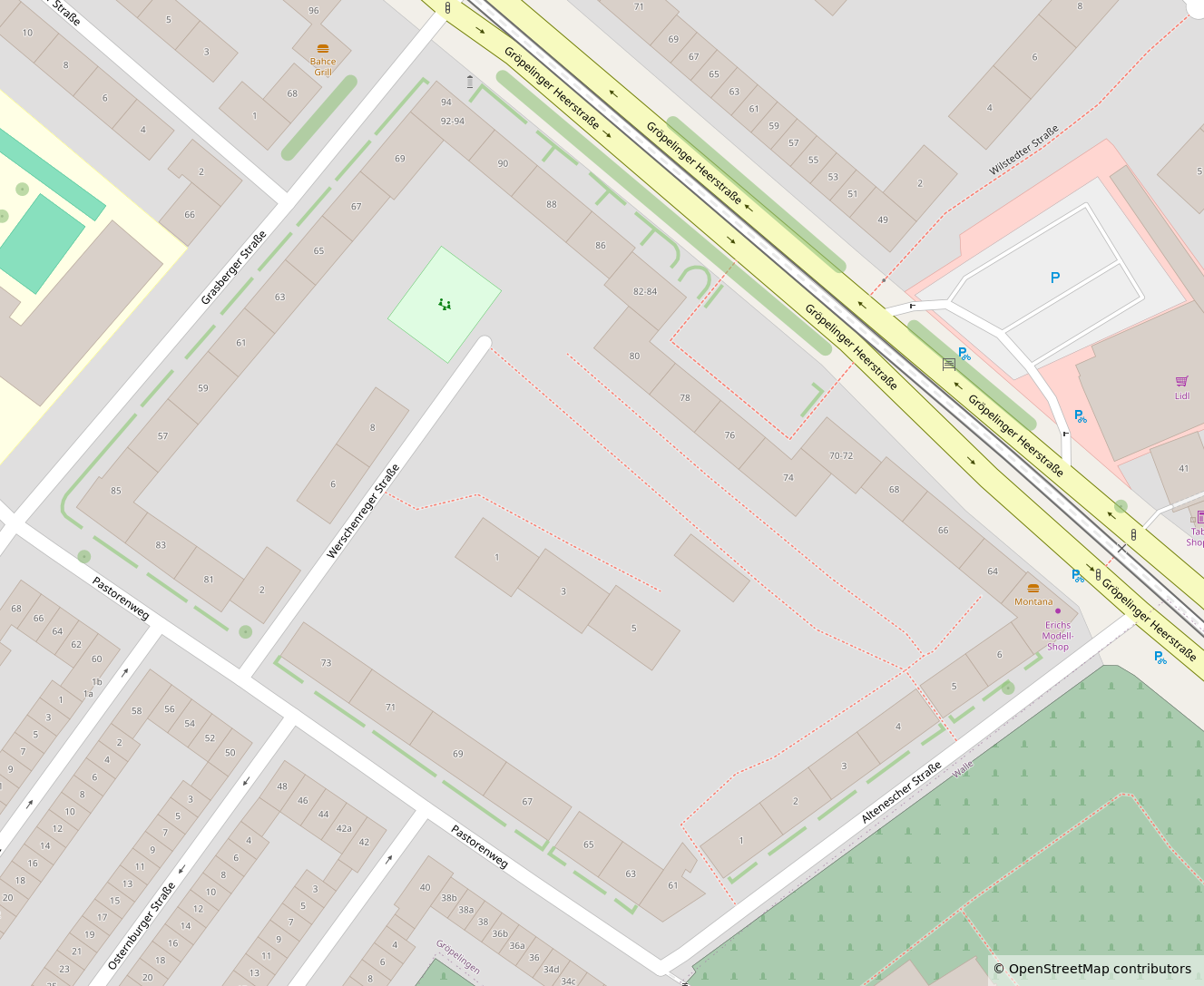
Der Gewerkschaftsblock. Deutlich erkennbar die asymmetrische Form, wobei die Hauptfassade zur Gröpelinger Heerstraße beinahe perfekt symmetrisch ausfällt.

Der Gewerkschaftsblock ist eine dreigeschossige Anlage mit insgesamt 246 Wohnungen. Die Fassade ist von Erkern und einzelnen Risaliten strukturiert. Außerdem ist das Dach mit Gauben mit Walmdach versehen. Ansonsten sind die Dächer als Satteldächer ausgeführt. Insgesamt ist die Fassade des Gewerkschaftsblock gemäßigt neoklassizistisch gestaltet.
Erwähnenswert ist vor allem die Hauptfassade zur Gröpelinger Heerstraße. Die mittig gelegenen Wohneinheiten mit den Hausnummern 74, 76, 78 und 80 springen weit aus der Bauflucht zurück, wodurch sich eine ehrenhofartige begrünte Platzsituation ergibt. Hierdurch gilt der Bau als stadtbildprägendes Ensemble.
Heute ist die Fassade in einem Grau-Beige-Ton gestaltet. Nach Untersuchung des Landesamtes für Denkmalpflege war der ursprüngliche Farbton ein kräftiges Bordeauxrot, während die Fensterfaschen und Simse in Maigrün gestaltet waren. Aus dieser Farbgebung rührt die Bezeichnung „Roter Block“ her.